# Zygmuntowo (gmina Glinojeck)
Zygmuntowo – wieś w Polsce, położona w województwie mazowieckim, w powiecie ciechanowskim, w gminie Glinojeck.
W latach 1975–1998 miejscowość należała administracyjnie do województwa ciechanowskiego.
We wsi znajduje się cukrownia "Glinojeck" należąca obecnie do koncernu Pfeifer & Langen.